# Skovlandbrug
Skovlandbrug er en type jordbrug, hvor træer eller buske vokser omkring eller blandt afgrøder eller græsgange med dyrehold. Diversificeringen af landbrugssystemet igangsætter en mere naturlig cyklus, som minder mere om den der findes i naturlige økosystemer og starter en kæde af begivenheder, der forbedrer funktionaliteten og bæredygtigheden i landbrugssystemet. Træer kan også producerer en række brugbare produkter som frugt, nødder, medicin, træ osv.
Den bevidste kombination af ekstensivt landbrug og skovbrug har mange fordele, som langt større udbytte fra afgrøder, bedre indkomst fra flere kilder, større biodiversitet, bedre jordstruktur og sundhed samt carbonindfangning. Et studie fra University of Reading fra 2020 konkluderede at antallet af bestøvende insekter som bier, svirrefluer og lignende er dobbelt så højt i skovlandbrug, som i konventionelt landbrug.
Metoden er udbredt i områder, hvor det ellers kan være vanskeligt at have traditionelt/konventionelt landbrug, men giver mulighed for at have husdyr som bl.a. grise, geder, får eller køer, der græsser på arealer, hvor der samtidig dyrkes træer. Skovlandbrug er særligt udbytterigt i troperne, særligt i småbrug i Subsaharisk Afrika, og har fundet anvendelse i Europa og USA. I Spanien og Portugal findes såkaldte dehesaområder med græsning og træer. Skovlandbrug er ikke udbredt i Danmark.
Skovlandbrug deler principper med blandet landbrug, men kan også involvere mere komplekse skovlandbrug med hundredvis af arter. Skovlandbrug kan også bruge kvælstoffikserende planter som bælgfrugter til at regenerere nitrogenbalancen. Disse planter kan blive plantet enten simultant eller løbende.

## Fodnoter
1. ↑  Dvs. landbrug hvor to eller flere afgrøder dyrkes samme sted eller meget tæt på hinanden